# Distretto di Tongu Sud
Il distretto di Tongu Sud (ufficialmente South Tongu District, in inglese) è un distretto della Regione del Volta del Ghana.